# Okan Karabulut
Okan Karabulut (* 29. August 1984 in Bornova) ist ein türkischer Fußballtorwart.

## Karriere
Karabulut begann seine Karriere bei Aydınspor 1923, bestritt 14 Ligaspiele und ein Pokalspiel, anschließend wechselte er mehrere Male innerhalb der TFF 2. Lig und TFF 3. Lig. 2009 hütete er 17 mal das Tor für Samsunspor in der TFF 1. Lig, der höchsten Liga, in der Karabulut bisher gespielt hat. Anschließend wechselte er erneut weitere Male den Verein, seit 2014 ist er bei Tavşanlı Linyitspor unter Vertrag. Sein Vertrag gilt bis zum 31. Mai 2015.